# Biosensores de microARN

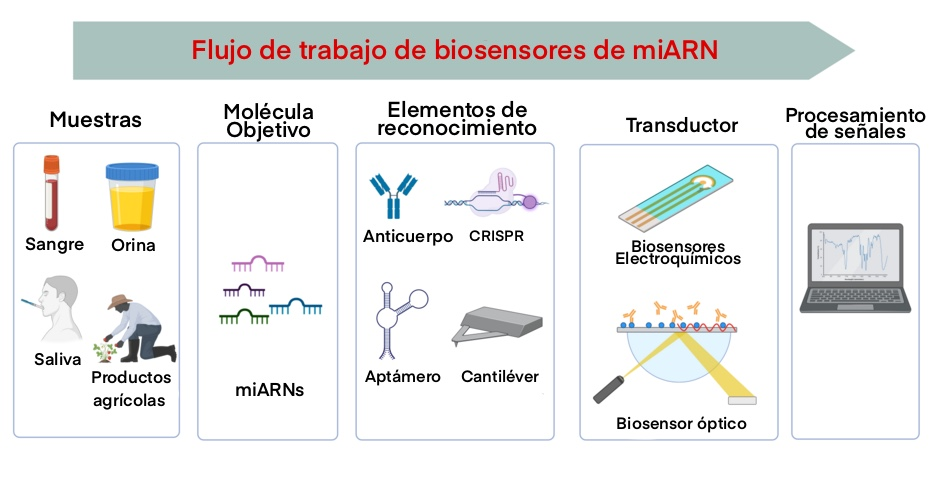
Imagen que ilustra el flujo de trabajo de la detección de miARN, estos pueden ser detectados con biosensores complejos como biosensores electroquímicos y biosensores ópticos. Los biosensores de miARN utilizan nanomateriales, elementos de reconocimiento y elementos de amplificación para la detección sensible y específica de miARN.

Los biosensores de microARN (miARN) son dispositivos analíticos que implican interacciones entre las cadenas meta de miARN y el elemento de reconocimiento en una plataforma de detección para producir señales que se pueden medir para indicar los niveles o la presencia del miARN meta.  
Las investigaciones en torno a los biosensores de microARN demuestran tiempos de lectura más breves, mayor sensibilidad y especificidad de la detección de miARN y costos de fabricación menores a los métodos de detección de miARN convencionales.
Son una categoría pequeña de ARN y no codificante, con una longitud de entre 18 y 25 pares de bases. Los miARN regulan procesos celulares, como la regulación génica a nivel postranscripcional, y se encuentran en abundancia en fluidos corporales como la saliva, la orina y en fluidos circulatorios como la sangre. Se encuentran en animales y plantas codificados en genes individuales y tienen funciones reguladoras que afectan los mecanismos celulares. Están altamente asociados con enfermedades como el cáncer y las enfermedades cardiovasculares. En el cáncer, los miARN desempeñan funciones oncogénicas o de supresión tumoral y son prometedores como biomarcadores para el diagnóstico y pronóstico de la enfermedad. Existen diversas técnicas en entornos clínicos y de investigación para analizar biomarcadores de miARN. No obstante, el costo elevado, los requerimientos de tiempo, la formación del personal, la baja sensibilidad y la especificidad en la detección son algunas de las limitaciones inherentes de los métodos actuales que crean la necesidad de mejorar los métodos de detección de miARN.

## Antecedentes
Se encuentran vinculados a procesos tanto fisiológicos como patológicos. Razón por la cual existe una demanda creciente para su medición en áreas como la salud humana, la agricultura y el análisis ambiental. Estos son algunos aspectos fundamentales que resaltan la necesidad de la detección de miARN:
- Biomarcadores potenciales: los miARN presentan una expresión específica en enfermedades como el cáncer, las enfermedades cardiovasculares y las enfermedades autoinmunes, lo que puede ser beneficioso para la detección temprana, el pronóstico y el seguimiento de la respuesta a los tratamientos.[7][8]  Asimismo, debido a que los miARN están presentes en fluidos corporales como la orina, la saliva y la sangre, su detección resulta menos invasiva en comparación con técnicas como las biopsias. Por lo cual, resulta más cómodo para los pacientes y puede facilitar un control más frecuente de su enfermedad.[9]
- Mecanismos moleculares: dado que los miARN tienen funciones reguladoras en la expresión génica y las vías de señalización, su estudio puede aportar información sobre la etiología de enfermedades y su modulación podría ofrecer opciones terapéuticas.[10][11]
- Medicina personalizada: dado que la expresión específica de los miARN representa una prometedora estrategia para potenciar la medicina personalizada, ofrecen una comprensión más detallada del riesgo de enfermedad individual, la respuesta al tratamiento y el pronóstico, lo cual ayuda a los médicos a tomar decisiones clínicas mejor fundamentadas.[12]

## Historia de la tecnología de la detección de microARN

### Métodos de detección temprana y actual
El primer miARN (lin-4) fue detectado por Victor Ambros en Caenorhabditis elegans en 1993.El primer método de detección fue la Técnica de Northern Blot (1977), la cual tenía baja sensibilidad. A continuación, se presentó la reacción en cadena de la polimerasa con transcripción inversa (RT-PCR) (1990), la cual ofrecía una alta sensibilidad de detección.
- Técnica de Northern: La técnica de Northern implica hibridar sondas de miARN (secuencias cortas de ácido nucleico) con miARN, para luego ser separadas en un gel y transferencidas a una membrana. Las sondas están marcadas con isótopos radiactivos (lo que plantea problemas de seguridad y ambientales), enzimas o marcadores fluorescentes. La cantidad de ARN presente se infiere de la intensidad de la señal de la sonda. Si bien la técnica de Northern es muy específica y útil para validar métodos de alto rendimiento como la secuencia de ARN, requiere un gran volumen de muestra, consume mucho tiempo y carece de precisión en el análisis de cuantificación.[16][17]
- Reacción en cadena de polimerasa con transcripción inversa en tiempo real (RT-PCR en tiempo real): este método comienza con la conversión de miARN en ADNc utilizando enzimas transcriptasa inversa. Luego, el ADNc se amplifica utilizando cebadores específicos de secuencia, un proceso monitoreado por colorantes o sondas fluorescentes. La RT-PCR en tiempo real se destaca por su sensibilidad y especificidad. Sin embargo, enfrenta desafíos como la necesidad de estandarización, complejidades técnicas (por ejemplo, diseño de imprimaciones, preparación de muestras), procesos que consumen mucho tiempo y costos elevados.[18] [19]

Métodos de alto rendimiento:
- Microarrays (1990): Los microarrays permiten la detección de miles miARN en un solo experimento. Consisten en una superficie sólida a la que se unen secuencias de miARN complementarias. La introducción de miARN les permite unirse a estas sondas con la cantidad de miARN medida por la intensidad de fluorescencia. Los microarrays son rentables en comparación con la RT-PCR y la NGS (por sus siglas en inglés) en tiempo real, pero tienen limitaciones para detectar cantidades bajas de miARN y distinguir entre miARN con secuencias similares. [20] [21]
- Secuenciación de nueva generación (NGS) (2005): NGS comienza con la extracción de ARN y la transcripción inversa en ADNc, seguida de la ligación y amplificación del adaptador. Luego el ADNc se secuencia en una plataforma NGS, produciendo millones de lecturas cortas. Los bioinformáticos expertos y las herramientas sofisticadas deben alinear y analizar los datos y las lecturas de mapas para hacer referencia a las secuencias de miARN para el descubrimiento y la identificación de miARN. NGS ofrece una alta sensibilidad y especificidad para detectar miARN de baja cantidad e identificar miARN que difieren en un solo nucleótido. [22] [23]

## Principios de los biosensores de microARN
Tres elementos esenciales que componen los biosensores de miARN:  
- Elemento de reconocimiento biológico: pueden detectar moléculas específicas meta y tienen diferentes tipos, incluidos anticuerpos, antígenos, ADN/ARN, aptámeros, enzimas y PIMs (polímeros de impresión molecular). [24] [25]
- Transductor: después del reconocimiento, el transductor es un elemento necesario para convertir los cambios en el elemento de reconocimiento en una señal medible. Según el tipo de señal que producen, se clasifican en transductores electroquímicos, ópticos y mecánicos. [26]
- Procesador de señales biomédicas: elementos computacionales que amplifican y procesan las señales producidas por los transductores y que pueden demostrarse mediante valores numéricos y lecturas digitales.  [27] [28]

### Especificidad en la detección de miRNA
El término especificidad en el contexto de los biosensores de miARN se refiere a la capacidad del biosensor para identificar un miARN particular dentro de una muestra que contiene varios componentes y miARN con secuencias similares. El desafío para lograr esta especificidad se deriva del pequeño tamaño de los miARN, que pueden diferir entre sí en un solo nucleótido. En consecuencia, es esencial diseñar biosensores capaces de reconocer con precisión el miARN meta.

### Sensibilidad en la detección de miRNA
La sensibilidad en los biosensores de miARN se refiere a su capacidad para detectar el miARN meta en bajas concentraciones dentro de las muestras. Dado que los miARN se encuentran típicamente en pequeñas cantidades, los biosensores están diseñados para identificar concentraciones tan bajas como los niveles femtomolares (10^-15) o atomolares (10^-18). Obtener esa alta sensibilidad implica mejoras en los elementos de reconocimiento, la amplificación y las técnicas de procesamiento. El límite de detección (LoD) se utiliza para determinar el valor concreto de la sensibilidad en los biosensores, el cual indica la concentración más baja de miARN que se puede separar de la señal de fondo (cero) con un nivel específico de seguridad.
El rango dinámico en los biosensores miARN se refiere a las concentraciones sobre las cuales el biosensor puede detectar con precisión el miARN meta, que se extiende desde el LoD más bajo detectado hasta la máxima concentración que se puede medir sin necesidad de dilución de la muestra. 

## Tipos de biosensores de microARN

### Biosensores electroquímicos

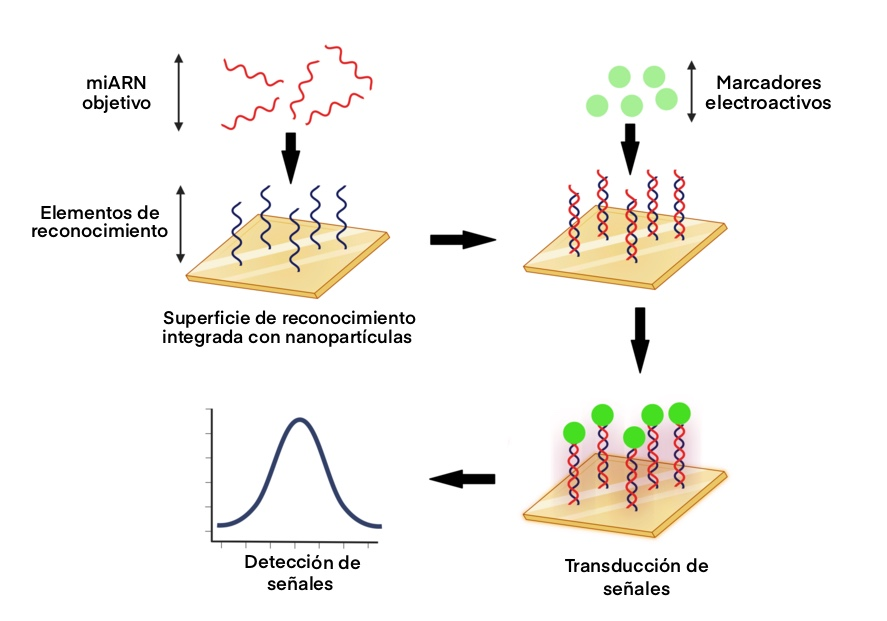
Mecanismo general de un biosensor electroquímico miARN basado en etiquetas.

Presentan ventajas significativas para la detección de miARN sobre métodos de análisis de miARN convencionales. El uso de sistemas electrónicos simples reduce los costos de producción y aumenta la facilidad de uso en configuraciones de sistemas portátiles. Esto permite un ámbito de uso más amplio que incluye aplicaciones de análisis ambientales, clínicos y de alimentos.
La detección se basa en medir los cambios en la propiedad del electrodo o la señalización redox del compuesto electroactivo en la transducción de especies reporteras electroquímicamente activas y la hibridación entre el miARN meta y la sonda complementaria. Se pueden crear varios materiales pueden servir de elemento de transducción como plata, oro, grafito o variaciones de nanopartículas de dichos materiales. 
Asimismo, la detección de los cambios en las propiedades electroquímicas permite que se realicen análisis en tiempo real y datos cinéticos, una ventaja de la que carecen los métodos de biosensores, como los biosensores ópticos. La contaminación de luz no es una limitación de biosensores electroquímicos de miARN. 
Sin embargo, se requieren técnicas como la amplificación del círculo rodante (ACR) cuando las concentraciones de miARN son insuficientes para producir una señal eléctrica.

#### 1. Biosensores electroquímicos voltamperométricos y amperométricos
Los biosensores electroquímicos miARN se pueden diseñar para deducir medidas voltamperométricas o amperométricas. En cuanto a la hibridación del miARN meta con su secuencia de sonda complementaria, los biosensores voltamperométricos de miARN detectan el cambio de corriente basado en un aumento o disminución controlada del potencial eléctrico en la plataforma de detección. Los biosensores amperométricos detectan el cambio en la corriente eléctrica en un potencial eléctrico positivo fijo.Los desarrollos recientes en biosensores de miARN voltamperométricos y amperométricos se pueden clasificar como biosensores basados en etiquetas o sin etiquetas en el propósito, lo que indica si se utilizan o no etiquetas electroactivas de miARN como su nombre lo sugiere.
- Biosensores miARN voltamperométricos y amperométricos libres de etiquetas (detección directa)

Publicado por primera vez en 2009, los biosensores electroquímicos miARN sin etiquetas (detección directa) funcionan sin etiquetar el miARN meta con etiquetas de nanopartículas electrocatalizadoras o indicadores de hibridación.Los biosensores de miARN sin etiquetas se basaron inicialmente en la detección de ADN a través de la medición de electrooxidación de guanina siendo el límite de detección inferior de 5 nm de miARN. Desde entonces, los materiales de electrodos han sido desarrollados para incrementar la sensibilidad de detección hasta menos de 1 pm, como con electrodos modificados con grafeno y líquido iónico.

Por ejemplo, Wu et al. (2013) aumentaron la conductividad del electrodo de superficie de un biosensor amperométrico con una multicapa formada por nanopartículas de Nafion, tionina y paladio para inmovilizar al miARN meta en el electrodo de superficie para detectar un límite menor de 1.87 pm.Los biosensores miARN sin etiqueta detectaron señales antes y después de la hibridación de bases de ácido nucleico electroactivo.Por ejemplo, se han integrado nanopartículas de oro cargadas con doxorrubicina (AuNps) con sondas de doble tallo-bucle para formar heterodúplex, en los que nucleasas específicas de dúplex hidrolizan ADN en las estructuras heterodúplex a hebras de miARN meta liberadas para la amplificación en un sistema de amplificación de señal. El límite de detección en sistemas de este tipo es de 0.17 pm.
- Biosensores de miARN basados en etiquetas voltamperométricas y amperométricas (detección indirecta)

Los biosensores electroquímicos de miARN basados en etiquetas (detección indirecta) requieren de moléculas electrocatalizadoras, redox activas o etiquetado de nanopartículas de los miARN metas o sondas complementarias de captura para la detección. De manera general, los acercamientos con métodos basados en etiquetas ofrecen una mayor sensibilidad en la detección de miARN que los métodos sin etiquetas, con la sensibilidad alcanzando el rango de fM-aM.   
Por ejemplo, los biosensores de miARN con superrejillas de AuNps utilizan la pequeña molécula del colorante catiónico azul de toluidina para detectar miARN-21. El azul de toluidina actúa como una etiqueta intercalante de miARN mediante la interacción electroestática con los grupos de columna vertebral de fosfato con cargas negativas.  En el biosensor, el azul de toluidina es un indicador de redox que mide la corriente máxima de oxidación del azul de toluidina y la hibridación indicada del miARN. Los niveles LoD alcanzaron 78 aM.

#### 2. Biosensores electroquímicos de miARN basados en la amplificación de enzimas
Se han desarrollado estrategias de detección electroquímica o de amplificación para biosensores de miARN con el uso de métodos basados en enzimas. La amplificación de miARN suele ser un componente necesario de la detección por biosensores debido a que las concentraciones de miARN se encuentran en poca abundancia y la amplificación de las hebras del miARN meta incrementará la sensibilidad de la detección. Además, las propiedades inherentes del miARN incluyen hebras cortas y alta homología de secuencia, que presentan un reto en la sensibilidad y especificidad de la detección.  
Varios métodos pueden amplificar a los miARN meta para alcanzar LoD en el rango de fM, como la nucleasa de doble hélice específica y la reacción en cadena de la polimerasa. Las técnicas de amplificación isotérmica son técnicas de amplificación de miARN basada en enzimas usadas ampliamente debido a las ventajas del costo y la reducción de tiempo asociada junto con la facilidad de uso comparada a los métodos de reacción en cadena de la polimerasa (PCR). Los métodos isotérmicos amplifican los ácidos nucleicos en una temperatura constante, lo que elimina el requisito de ciclos térmicos, como se muestra en la PCR y no requiere de enzimas específicas para los sitios de reconocimiento espacial en el miARN meta. 
Una técnica isotérmica común para la detección de miARN es la amplificación del círculo rodante (ACR). En la ACR de los miARN meta, el miARN se une a una placa circular complementaria de ADN, que se amplifica de forma continua y exponencial por medio de síntesis de ADN monocatenario largo.
Investigaciones con biosensores electroquímicos con electrodos de oro han mostrado que la ACR iniciada en el electrodo provee de niveles de LoD de 50 aM.La naturaleza isotermal de la ACR y la facilidad de uso permite que se utilice en diagnósticos clínicos y laboratorios con escasez de recursos y en biosensores enzimáticos Point Of Care.

### Biosensores ópticos de miRNA
Tras la hibridación del miARN meta etiquetado con una sonda de ácido nucleico y un gen reportero ópticamente activo, los biosensores ópticos basados en etiquetas transducen la absorbencia o la señal fluorescente óptica en datos cuantificables. Los reporteros pueden ser puntos cuánticos o etiquetas de colorante.  
Por otra parte, los biosensores ópticos de miARN libres de etiquetas detectan cambios en el índice de refracción en el elemento de reconocimiento, los cuales son provocados por la unión del miARN con su bioreceptor. El campo electromagnético sondea los cambios en el índice de refracción, lo cual se denomina una onda evanescente.  
Los modos ópticos resonantes o guiados que viajan en el elemento transductor generan estos campos electromagnéticos. Además, los biosensores ópticos de miARN libres de etiquetas son insensibles a moléculas de ARN o ADN no unidas o de fondo, pues la detección óptica está confinada a la superficie de reconocimiento sensorial. Esto beneficia la detección de miARN en volúmenes pequeños y es una ventaja sobre otros biosensores basados en etiquetas, pues la detección de señales está basada en la medición del número total de miARN en la muestra.
- Biosensores ópticos de miARN basados en resonancia de plasmones superficiales

Las resonancias de plasmones superficiales basadas en biosensores de miARN son métodos libres de etiquetas que detectan cambios en el índice de refracción que ocurren después de que el miARN se une a sus sondas y forma un complejo. La detección involucra la propagación de una onda de plasmones de superficie a través de la capa superficial de interfaz de metal dieléctrico del biosensor en una configuración de Kretschmann. La onda de plasmones de superficie decae exponencialmente, donde los cambios en la constante de la propagación de la onda de plasmones de superficie se miden constantemente debido a que la constante es sensible al cambio en el índice de refracción. Un ejemplo práctico de una resonancia de plasmones superficiales libre de etiquetas basado en un sensor de miARN es la detección del miR-21 con un LoD de 1 fM. El biosensor utilizó nanopartículas de óxido de grafeno-oro integradas con miARN meta colocados entre dos sondas de ADN para amplificar la señal de la resonancia de plasmones superficiales y así obtener una hibridación secundaria a través del reporte de las sondas del miR-21.

### Biosensores electromecánicos
Estos representan una integración de disciplinas de ingeniería tanto mecánicas como eléctricas, pues utilizan una forma de detección que depende de la hibridación del miARN a sondas específicas ancladas a la superficie del sensor. Alteraciones subsecuentes en parámetros como el estrés o masa se transducen en señales eléctricas. Una implementación destacable involucra el microscopio de fuerza atómica, el cual ha identificado con éxito el has-mir-194 y has-mir-205 en muestras relacionadas con el cáncer de colon y de vejiga.
El mecanismo subyacente de este enfoque es la habilidad del microscopio de fuerza atómica para definir las variaciones en la dureza a través de la superficie de oro del biosensor, facilitando así la detección de eventos de hibridación de miARN. Otro componente crucial en los biosensores electromecánicos es el sensor de cantiléver piezoeléctrico recubierto de oro, el cual es utilizado para reconocer miARN hibridado. A pesar de que los biosensores electromecánicos son altamente sensibles al miARN, es difícil medirlos en muestras con grandes cantidades de distintos tipos de moléculas.

## Nanomateriales utilizados en biosensores de miARN
Se utilizan por sus características únicas que permite la detección de miARN. Aquí, discutimos algunas características de los nanomateriales utilizados en los biosensores de miARN.
- Nanopartículas de oro (AuNps): Las nanopartículas de oro mejoran las señales de detección de miARN y facilitan la conjugación estable de elementos de reconocimiento en miARN.[52]Las nanopartículas de oro cuentan con buenas propiedades catalíticas, conductivas, amplia área de superficie y energía de interfaz, sin olvidar que también puede modificarse con moléculas como agregados de oligonucleótidos para obtener una gran afinidad al unirse con sustratos específicos. [53]

En los biosensores electroquímicos de miARN, las AuNps permiten una fácil funcionalización para las reacciones electroquímicas que implican cambios en el potencial, la corriente, la conductividad o la impedancia para detectar la unión del miARN meta en la superficie de detección. En los biosensores ópticos, las AuNps exhiben propiedades ópticas únicas y beneficiosas para los biosensores de miARN basados en resonancia de plasmones superficiales.Cuando las AuNps se exponen a la luz, se crean plasmones de superficie de propagación necesarios para detectar miARN unidos a receptores a partir de una interacción resonante entre el campo electromagnético de la luz y las oscilaciones cargadas de electrones en la superficie metálica. Esto se debe a que las AuNps exhiben una alta densidad de electrones en la banda de conducción y su tamaño nanométrico permite múltiples desplazamientos angulares para más ángulos de reflectancia. 
- Grafeno: El grafeno es un miembro de la familia de los nanomateriales de carbono y destaca por su biocompatibilidad, conductividad eléctrica, peso molecular ligero, estabilidad y costo accesible, lo que lo convierte en una opción excepcional para aplicaciones de biosensores de miARN. Demuestra una excelente capacidad de respuesta a estímulos químicos, ópticos y mecánicos. El grafeno se utiliza predominantemente en biosensores eléctricos y ópticos para miARN.[55] Una aplicación reciente notable implica el uso de grafeno poroso auto-N-dopado inducido por láser en biosensores de miARN, capaz de detectar miARN hsa-miR-486-5p a concentraciones tan bajas como a 10 fM. Este enfoque combina la rentabilidad con una alta reproducibilidad, ofreciendo ventajas significativas para afecciones como la preeclampsia.[56]
- Metamaterial de terahercios (THz) con nanopartículas de oro: el metamaterial de THz es un material artificialmente sintetizado y está diseñado para interactuar con las ondas de frecuencia de THz. Cuando se combinan con AuNps y tras unirse al miARN meta, se producen cambios más significativos en las regiones espectrales THz. Por ejemplo, un biosensor de miARN basado en estos materiales podría detectar el miARN-21 de muestras clínicas LoD de 14.54 aM.[52]

## Tecnologías y principios de los biosensores multiplexados de miARN
Están diseñados para detectar múltiples tipos de miARN simultáneamente con alta especificidad y sensibilidad. Esta capacidad es esencial por varias razones: en primer lugar, permite detectar varios miARN dentro de una sola muestra que pueden contribuir a la enfermedad, lo que permite un monitoreo integral durante el tratamiento al tiempo que facilita el cribado farmacológico de alto rendimiento. En segundo lugar, puede reducir significativamente el costo y el tiempo al permitir el análisis simultáneo de datos de múltiples miARN.Algunas tecnologías recientes en biosensores multiplexados de miARN incluyen: 
- Basado en DNA-PAINT utilizando una plataforma de sensores basada en origami de ADN: este biosensor de miARN tiene un sistema de código de barras geométrico único y puede detectar hasta 4 miARN al mismo tiempo. Los intervalos de distancia de 52 nm entre hebras permiten a la plataforma distinguir entre desajustes individuales con un LoD de 11 fM a 388 fM.[59]
- Biosensor multiplexado basado en CRISPR: esta plataforma utiliza diversas tecnologías, incluida la microfluídica electroquímica y Cas13a, para habilitar la detección sin amplificación de ocho miARN. Presenta un diseño con cuatro canales divididos para el análisis electroquímico.[60][61][62]

## Aplicaciones

### Aplicaciones diagnósticas y pronósticas
Desde el descubrimiento inicial de los miARNs, se han identificado grandes bases de datos de miARN en humanos, plantas y animales. Dado que muchos miARN están asociados con el inicio y desarrollo de la enfermedad, estos son biomarcadores adecuados para la detección mediante biosensores en entornos clínicos.
Es fundamental considerar la fuente biológica de la muestra para los miARN meta. El análisis clínico de muestras de miARN comúnmente se realiza en sangre, plasma, suero, líquido seminal, saliva, orina y miARN derivados de tejidos. En la situación del cáncer, la detección de miARN mediante biosensores se realiza oportunamente en forma de biopsias líquidas, ya que los miARN circulantes se encuentran en mayor abundancia en las muestras líquidas.
- Pruebas PoC (Point of Care)

La investigación sobre pruebas de diagnóstico en el punto de atención ha dado lugar al desarrollo de biosensores microfluídicos capaces de realizar análisis clínicos de diagnóstico precoz de miARN asociados al cáncer, que producen resultados rentables y rápidos con mayor sensibilidad y especificidad que los métodos tradicionales.Los biosensores microfluídicos que ocupan gotitas de biopsia líquida pueden fabricarse en dispositivos PoC para facilitar su uso mediante la integración con dispositivos e interfaces preexistentes, y pueden extender su utilización más allá de los entornos de laboratorio tradicionales y de aquellos que carecen de instrumentos sofisticados.  Un ejemplo de los avances en las pruebas PoC para el cáncer de próstata es la detección de miR-21 en bajas concentraciones de muestras de orina con un límite de detección de 2 nm en chips de biosensores electroquímicos serigrafiados basados en etiquetas. La detección fue veloz y los resultados se obtuvieron en menos de dos horas.

### Gestión agropecuaria
Además del uso clínico, los biosensores de miARN se han adaptado para la gestión agrícola del estrés y del crecimiento de las plantas y el análisis de enfermedades. Esto debido a que los miARN de las plantas están asociados con mecanismos reguladores del crecimiento. Un ejemplo de esto son los biosensores electroquímicos fabricados para detectar el miR-319a, el cual es un miARN asociado con la respuesta de fitohormonas que regula la regulación del crecimiento de la cosecha de arroz. Al mismo tiempo, se integró la amplificación de la señal catalítica de la fosfatasa alcalina isotérmica de las cadenas de miARN con un sistema de tres electrodos para detectar miR319a a niveles de un LoD de 1,7 fM y se probaron biosensores ópticos basados en etiquetas de AuNps para detectar miARN-1886, un indicador de estrés hídrico en plantaciones de tomate. Se encontró que la disminución de los niveles de riego aumentaba la concentración de miARN-1886 en un rango de 100 a 6800 fM.

### Aplicaciones en la investigación

#### 1. Biología molecular y celular
Debido a que los miARN son uno de los principales reguladores de los genes, su detección y medición en células y niveles moleculares puede ser útil para descifrar las interacciones de los miARN con otras moléculas. Por ejemplo, en un estudio de Bandi et. al se descubrió que miR-15a y miR-16 intervienen en la tumorigénesis del cáncer de pulmón de células no pequeñas (CPCNP).  Los biosensores de miARN también desempeñan un papel importante en el esclarecimiento de los mecanismos de las enfermedades. Por ejemplo, un estudio sobre enfermedades cardiovasculares descubrió que los biosensores de miARN basados en nanoestructuras de tetraedros de ADN pueden reconocer miR-133a en niveles aM, lo que resulta útil para estudios posteriores sobre el infarto de miocardio.

#### 2. Descubrimiento y desarrollo de fármacos
Debido a su potencial de alto rendimiento, los biosensores de miARN pueden acelerar significativamente el descubrimiento de fármacos mediante la evaluación de diversos fármacos en los niveles de expresión de miARN para observar cuál fármaco puede dirigirse a los miARN no regulados en las enfermedades. Además, los biosensores de miARN pueden monitorear la expresión de miARN en tiempo real para observar qué cambios se producen en diferentes concentraciones de fármacos, lo que resulta especialmente crucial en los ensayos clínicos de fase temprana para la optimización de la dosificación de fármacos. Además, probando varias expresiones de miARN, los investigadores pueden descubrir relaciones entre enfermedades y la expresión de miARNs. 

## Limitaciones de los biosensores de miARN
Aunque los biosensores de miARN son muy prometedores para la detección de miARN, deben abordarse varios retos críticos:  
- Sensibilidad y especifidad: La baja concentración de miARN en muestras biológicas complejas, como la sangre, requiere mejorar la sensibilidad de biosensores para detectar miARN en niveles superiores en las concentraciones femtomolares. Además, debido a la alta similitud de secuencia entre los miARN, es importante mejorar la especificad de estos biosensores para diferenciar entre los miARN en función de las variaciones de un solo nucleótido.[75]
- Preparación de muestra: La extracción de miARN de las muestras presenta dificultades significativas. El proceso es complejo y requiere optimización para asegurar la pureza e integridad de los miARN, lo cual es esencial para una detección precisa.[76]
- Estabilidad del biosensor de miARN: La estabilidad de los biosensores de miARN se ve afectada por condiciones ambientales, en particular en componentes como aptámetros y anticuerpos. Esta cuestión es especialmente pertinente para los dispositivos de PoC, que requieren robustez y durabilidad para ser utilizados de manera efectiva en diversos entornos.[77]
- Estandarización: Una limitación importante en este campo es la ausencia de pautas estandarizadas y de miARN de referencia universal para comparar resultados en muestras de sangre y plasma. Establecer normalizadores confiables, con expresión y estabilidad consistentes en todas las muestras, es crucial para interpretar con precisión los niveles de miARN. [78][79][80]

Abordar estos desafíos es imprescindible para avanzar y adoptar mejores tecnologías de biosensores de miARN.

## Futuras líneas de investigación
Dada a la relevancia de los miARN en el diagnóstico y los avances recientes en su detección a partir de varias fuentes de muestra, particularmente en entornos clínicos, es importante destacar la necesidad de mejorar las tecnologías de biosensores de miARN. El futuro de la optimización de biosensores de miARN abarca diversas áreas clave:  
- Avance en la investigación sobre la integración de nanomateriales: los materiales como el grafeno, las nanopartículas de oro y los puntos cuánticos pueden mejorar de forma significativa la especificidad y sensibilidad de los biosensores, haciendo más efectiva la detección de miARN.[81]
- Detección múltiple: se están realizando esfuerzos para perfeccionar los biosensores de miARN para la detección simultánea de múltiples tipos de miARN, especialmente aquellos dentro de la misma familia, a partir de pequeñas muestras. En este sentido, la inteligencia artificial puede ayudar a distinguir entre los tipos de miARN y relacionarlos con los resultados clínicos. Estos avances serían beneficiosos para los dispositivos de PoC, simplificando la preparación de muestras, mejorando la facilidad de uso y permitiendo a los médicos monitorear los niveles de miARN en tiempo real de forma remota.[76]
- Tecnologías de encapsulación: la encapsulación tienen como objetivo proteger los componentes sensibles de los biosensores de factores ambientales, asegurando su durabilidad y confiabilidad.[82]
- Estandarización de la investigación y el desarrollo de miARN: el desarrollo de pautas estandarizadas y la identificación de genes universales para la comparación de la expresión de miARN facilitarán la evaluación precisa de los biosensores de miARN en diferentes escenarios clínicos.[45]

- Análisis de muestras clínicas: el estudio de análisis prospectivos y retrospectivos de muestras clínicas y la comparación de los resultados de los biosensores de miARN con los obtenidos mediante tecnologías de secuenciación y PCR en tiempo real permitirá evaluar el rendimiento de los biosensores en diversas condiciones clínicas.[83][84]

Estos avances sugieren una trayectoria enfocada para el desarrollo de biosensores de miARN, impulsando mejoras tecnológicas que prometan mejores capacidades de diagnóstico y aplicaciones clínicas.